# Видра (село)
Ви́дра — село в Україні, у Бродівській міській громаді Золочівського району Львівської області. Видра разом із селами Пониква, Боратин, Гаї-Суходільські, Горбалі, Липина, Орани, Переліски, Підгір'я, Сухота були підпорядковані Пониквянській сільській раді. Населення становить 7 осіб.

## Населення
Станом на 1989 рік у селі мешкала 21 особа, з них — 8 чоловіків та 13 жінок.
За даними перепису населення 2001 року у селі мешкало 8 осіб, у 2005 році — 8 осіб, у 2022 році — 7 осіб.
Мова
Розподіл населення за рідною мовою за даними перепису 2001 року був наступним:
| українська | 8 | 100,00 |

## Географія
Село Видра розташоване за 100 км від обласного центру, за 35 км від районного центру та за 19 км від центру громади. Відстань до найближчих залізничних станцій становлять: Броди та Пониковиця становить 19 км.

## Історія
12 червня 2020 року, відповідно до розпорядження Кабінету Міністрів України № 718-р «Про визначення адміністративних центрів та затвердження територій територіальних громад Львівської області», село увійшло до складу Бродівської міської громади.
19 липня 2020 року, в результаті адміністративно-територіальної реформи та ліквідації Бродівського району, село увійшло до складу новоствореного Золочівського району.